# Hildegard Franz
Hildegard Franz (* 6. Februar 1921 in Tübingen als Hildegard Reinhardt; † 7. Mai 2013 in Deißlingen) war eine Überlebende des Porajmos. Sie war im „Zigeunerlager Auschwitz“ und in dem KZ Buchenwald inhaftiert.

## Leben

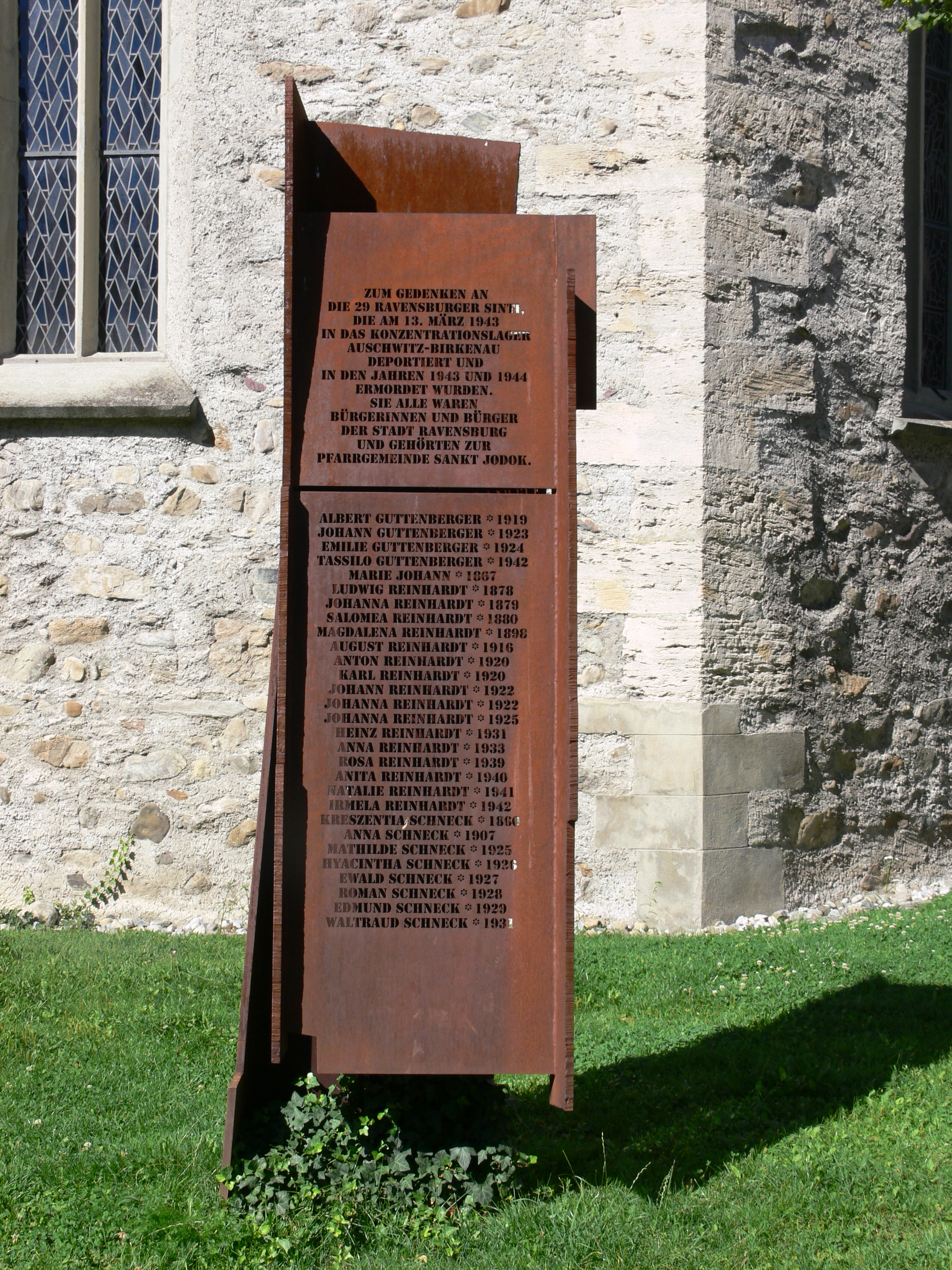
Ravensburg, Mahnmal zum Gedenken an die 29 in Auschwitz ermordeten Sinti aus Ravensburg vor der Kirche der Gemeinde Sankt Jodok, deren Mitglieder die Deportierten waren. Unter den Opfern sind auch die Kinder von Hildegard Franz

Hildegard Franz wurde in Tübingen geboren und wuchs in Ravensburg auf. Nachdem sie 1936 in das Zigeunerzwangslager in Ravensburg eingewiesen worden war, wurde sie dort 1937 von der Rassenhygienischen Forschungsstelle untersucht. Aus dem Lager wurden am 13. März 1943 36 Kinder, Männer und Frauen abgeholt und am 15. März 1943 vom Güterbahnhof Stuttgart in das neu eingerichtete „Zigeunerlager Auschwitz“ deportiert. Zu diesem Zeitpunkt war sie verheiratet und hatte drei Töchter im Alter zwischen drei Jahren und sieben Monaten. Sie wurde dort unter der Häftlingsnummer Z 4734 registriert und tätowiert. Ihre Töchter wurden nach weiteren Mitgliedern der Familie Reinhardt unter den Häftlingsnummern Z 4739 bis 4741 ebenfalls dort registriert. Die Sterbedaten der Kinder sind nicht angegeben, der Weitertransport von Hildegard Franz ist für den 15. April 1944 vermerkt. An diesem Tag wurden zwei größere Gruppen Häftlinge, 884 Männer und 473 Frauen in die Konzentrationslager Buchenwald und Ravensbrück weiterdeportiert.
Am 26. April 1943 wurde der in Ravensburg zurückgebliebene Hausrat zur Versteigerung und der Wohnraum ab 1. Mai zur Nachnutzung freigegeben.
Später wurde Hildegard Franz im Konzentrationslager Buchenwald als Zwangsarbeiterin im Bereich Rüstung eingesetzt. Auf einem Todesmarsch in Thüringen befreiten sie die Amerikaner. Ihr Mann kam im KZ Bergen-Belsen um.
Nach dem Krieg kehrten sie und fünf weitere Frauen nach Ravensburg zurück. Auf dem Gelände des ehemaligen Zwangslagers existiert nun in den Baracken des Lagers eine Unterkunft, die bis weit in die 80er Jahre einen sozialen Brennpunkt bildete. 1957 erhielt sie für ihre Verfolgung durch den NS-Staat eine einmalige Entschädigung von 150 Mark als Ausgleich für den Freiheitsentzug der Kinder, nicht für deren Tod. Erst 2001 konnte sie eine monatliche Opferrente erreichen.
Nach dem Erstarken der Bürgerrechtsbewegung hielt sie viele Vorträge, auch vor Schulklassen, und bekam zahlreiche Ehrungen. Sie erhielt das Bundesverdienstkreuz am Bande für ihren Einsatz als „unermüdliche Mahnerin gegen das Vergessen und für die Versöhnung der Völker“.
2003 und 2007 hielt sie auf dem Gelände des ehemaligen KZ Buchenwald bei Gedenkveranstaltungen des Internationalen Lagerkomitees im KZ Buchenwald Ansprachen anlässlich der jeweiligen Jahrestage der Befreiung. Auf dem Katholikentag 2004 führte sie ein Zeitzeugengespräch. 2005 wurde ihr Schicksal im Rahmen einer Ausstellung Les femmes oubliées de Buchenwald im Pariser Museum Jean Moulin dargestellt. Im März 2013 wurde anlässlich des siebzigsten Jahrestages der Deportation der Sinti aus der Region um Stuttgart in einem ökumenischen Gedenkgottesdienst unter Beteiligung der Bischöfe Gebhard Fürst und Ulrich Fischer aus ihren Erinnerungen vorgelesen.
Hildegard Franz, der auch zahlreiche Ehrungen von Seiten der Stadt Ravensburg entgegengebracht worden waren, starb am 7. Mai 2013 im Alter von 92 Jahren an einer Lungenentzündung. Sie liegt auf dem Stadtfriedhof in Rottweil begraben.

## Zeitzeugin im Film und visuellen Dokumentationen
- Katrin Seybold (Produktion, Regie): MUT OHNE BEFEHL / Widerstand und Verfolgung in Stuttgart 1933–1945. (1994) enthält Passagen aus Interviews mit Hildegard Franz
- Shoah Foundation Interview (1:55) Testimony of Hildegard Franz (1998)
- Gabriele Trost (Regie): „Wir haben doch nichts getan...“ Der Völkermord an den Sinti und Roma. (2007)[18] (youtube.com) Enthält Interviews mit Hildegard Franz, Lily van Angeren-Franz, Josef „Muscha“ Müller, Mano Höllenreiner und Hugo Höllenreiner.